# Gran Turismo (альбом)
Gran Turismo — четвертий студійний альбом шведської рок-групи The Cardigans. Світова прем'єра альбому відбулася 1 жовтня 1998 року, в Сполучених Штатах його було презентовано в листопаді того ж року. Альбом став похмурішим та загадковішим за попередні роботи групи. Разом з тим, альбом отримав більш «електронне» звучання, Альбом та група були номіновані у семи категоріях на премію Grammis (шведський аналог музичної премії Греммі). Альбом Gran Turismo був проданий тиражем більше ніж 3 мільйони екземплярів по всьому світу.

## Композиції
1. «Paralyzed» (Ніна Перссон, Пітер Свенссон) — 4:54
2. «Erase/Rewind» (Перссон, Свенссон) — 3:35
3. «Explode» (Перссон, Свенссон) — 4:04
4. «Starter» (Перссон, Свенссон) — 3:49
5. «Hanging Around» (Перссон, Свенссон) — 3:40
6. «Higher» (Перссон, Свенссон) — 4:32
7. «Marvel Hill» (Перссон, Магнус Свенінгссон, Свенссон) — 4:16
8. «My Favourite Game» (Перссон, Свенссон) — 3:36
9. «Do You Believe» (Перссон, Свенссон) — 3:19
10. «Junk of the Hearts» (Перссон, Свенінгссон, Свенссон) — 4:07
11. «Nil» (Ларс-Олоф Йоханссон) — 2:18

## Над альбомом працювали
- Пітер Свенссон — гітара, вокал
- Магнус Свенінгссон — бас-гітара, вокал
- Бенгт Лагерберг — ударні, перкуссія
- Ларс-Олоф Йоханссон — клавішні, фортепіано
- Ніна Перссон — вокал